# 无差别格斗 (布袋寅泰乐曲)
《无仁义之战》（英語：Battle Without Honor or Humanity）是一首由日本摇滚音乐家布袋寅泰作曲的乐器合奏曲。这首乐曲最初是阪本顺治于2000年导演的日本黑帮电影《新·无仁义之战》的主题旋律，布袋寅泰在其中也扮演一个角色。最初的版本收录在布袋寅泰的专辑《Rock the Future Tour 2000-2001》中。
对于西方观众来说，第一次接触这首歌大概就是在2003年昆汀·塔伦蒂诺自编自导的著名电影《杀死比尔·卷一》中。在这首曲子还被多部电影，多个电视节目、电台节目、游戏及场合采用。
这首曲子的三个不同版本也被收录在布袋寅泰2004年的专辑《Electric Samurai (The Noble Savage)》中。